# Мода 1980-х годов

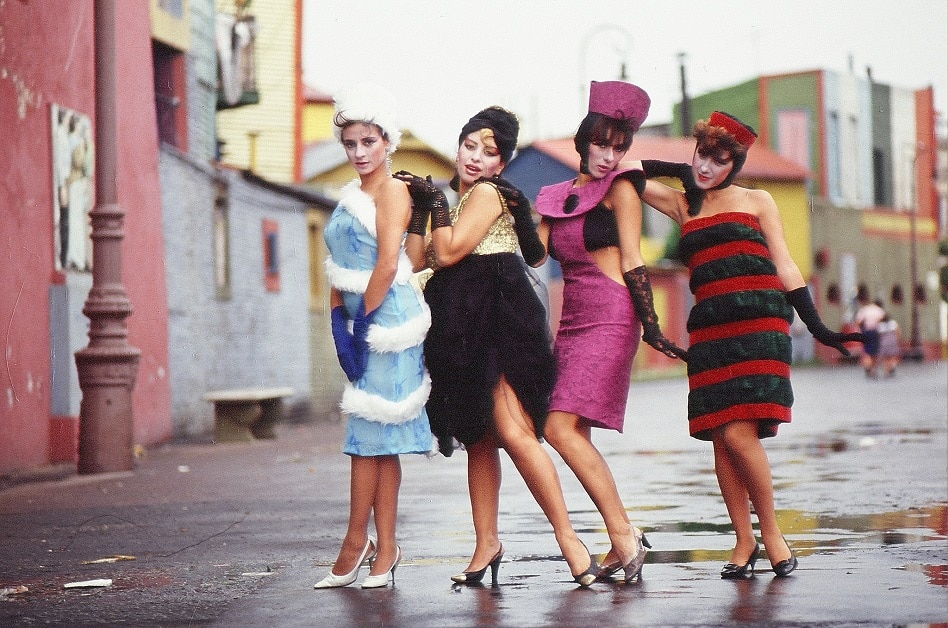
Плакат аргентинской рок-группы Viuda e Hijas de Roque Enroll, 1986

Мода 1980-х охватывает исторический период окончания холодной войны. Основная идея моды этого времени — постепенный отход от ностальгического характера моды 1970-х и обращение к идее власти, достатка и гедонизма в костюме. Мода 1980-х важна как пример последовательного формирование альтернативной доктрины в моде. На идее деконструкции как части официальной программы будет построена мода 1980-х, а затем —1990-х годов.

## Общая характеристика

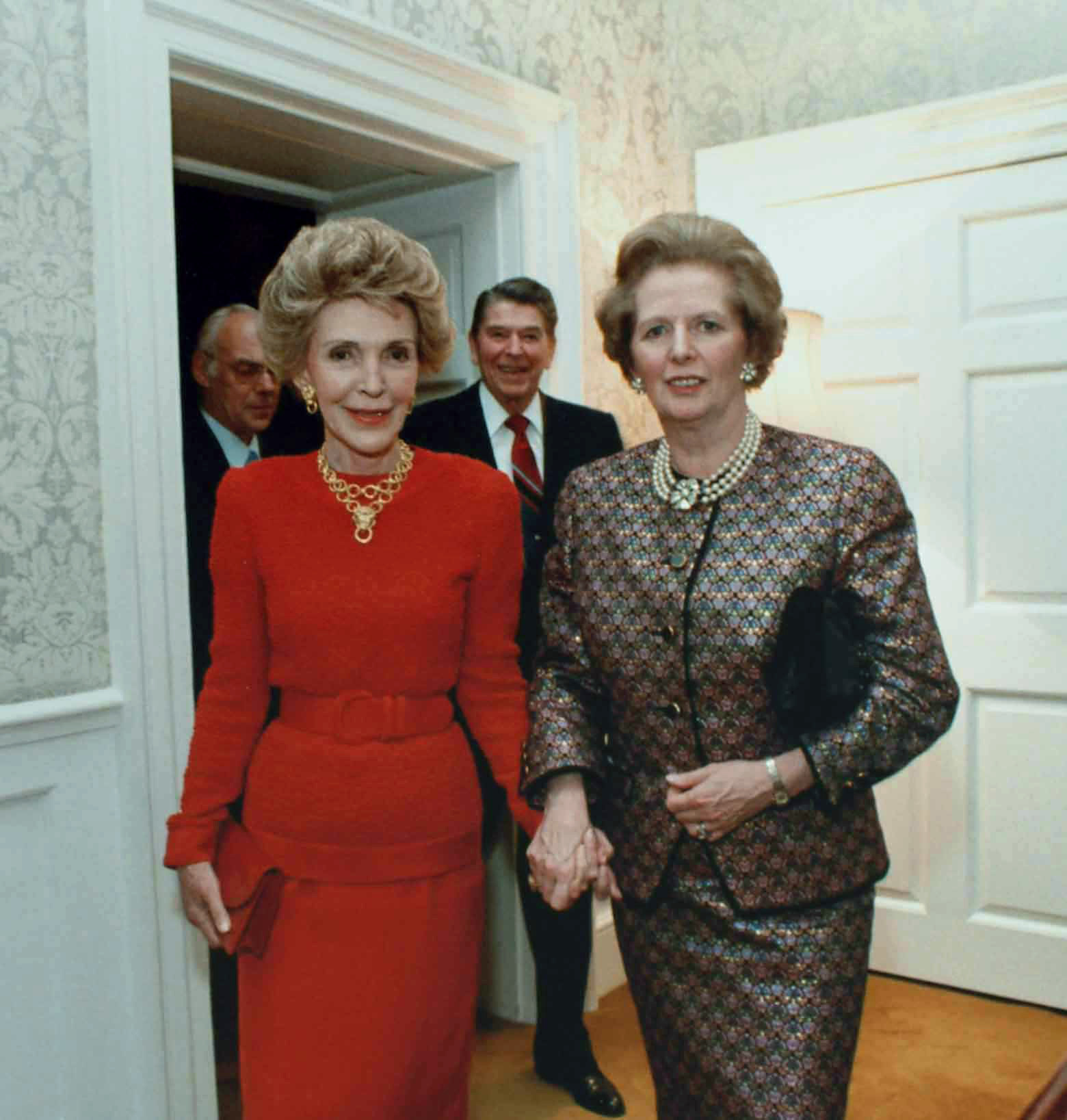
Маргарет Тэтчер и Нэнси Рейган, 1988

1980-е годы — время последовательного формирования классического делового гардероба. В этот период складывается новый официальный публичный дресс-код. Костюм был ориентирован на представление официального статуса его владельца. Это направление связано с формированием делового стиля с его идеей демонстрации статуса в социальной иерархической системе.
Power dressing обычно связывают с экономическим подъёмом и соотносят с таким явлением как тэтчеризм. В этой системе костюм рассматривают как атрибут власти. Демонстрация карьерных достижений посредствам одежды была поддержана движением яппи.
Одно из направлений костюма 1980-х было связано с гедонистическим стилем одежды. Развитие этого направления соотносят с французской и американской модой. Это направление, как правило, связывают с культурой выразительных вечерних платьев. Их принципы оказали влияние и на повседневный гардероб. Одежда была построена на использовании дорогих материалов, ярких цветов и сложных форм. Стиль 1980-х, построенный на гипертрофии форм, был поддержан таким явлениями как сериалы «Даллас» и «Династия», а также развитие индустрии роскоши. 1980-е —это период масштабной, роскошной и дорогой одежды.
1980-е годы — один из периодов, когда отдельные элементы моды достигают гипертрофированных или увеличенных размеров. Особенность этого времени — увеличенная линия плеч, слишком объемные или слишком длинные юбки, подчеркнуто пышные рукава, асимметрия и т. д. Такие формы были использованы очень разными дизайнерами — от дорогих коммерческих домов моды до мастеров деконструкции.

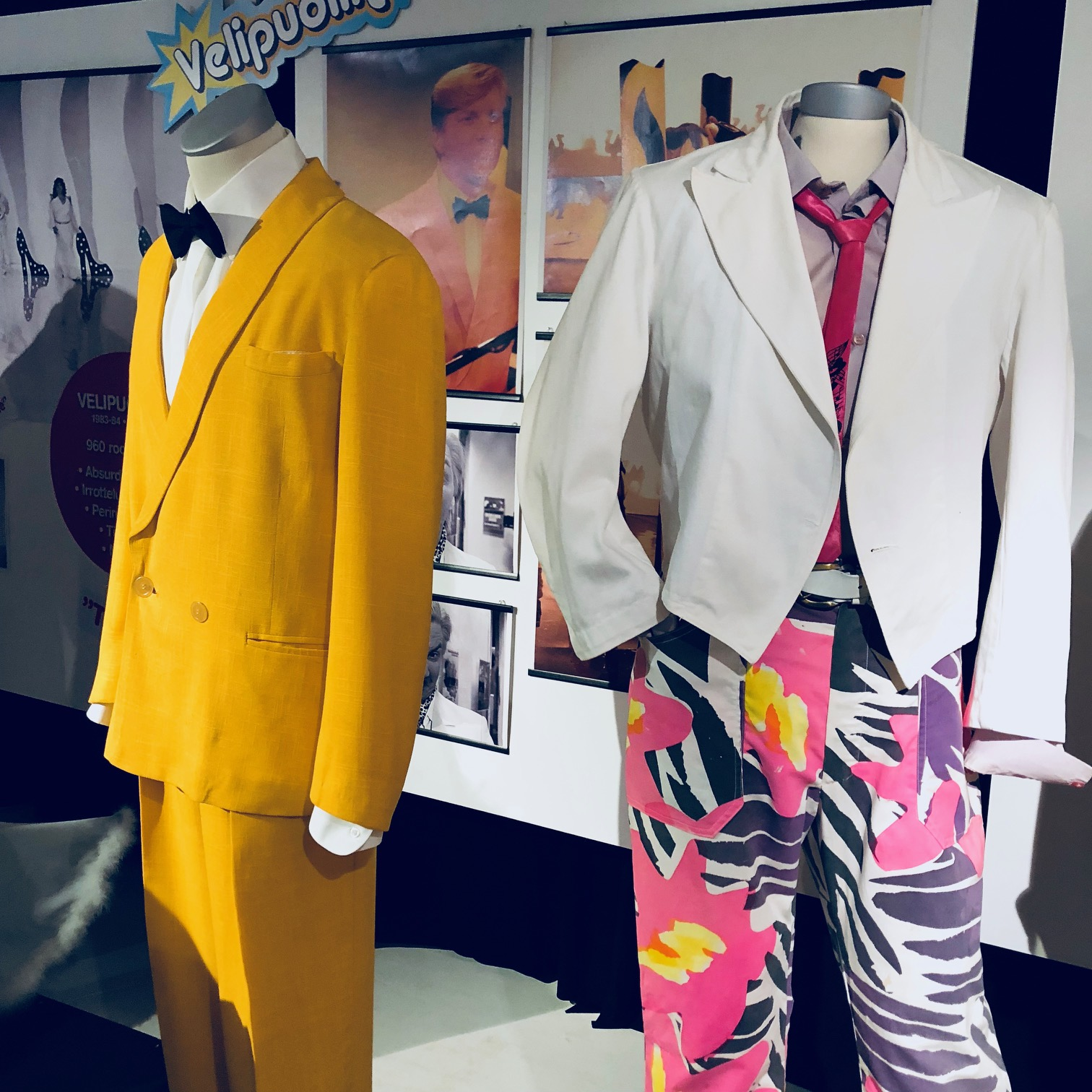
Яркие костюмы телеведущих, 1984-85

1980-е — время использования наиболее ярких цветов в истории моды. В 1980-е используется яркая однотонная одежда — особенно в женском костюме. Другая особенность этого времени — использование одежды и аксессуаров одного и того же цвета. Это направление иногда рассматривают как одну из форм гедонизма в костюме.
Спорт и спортивная одежда стала важной темой для моды 1980-х. Многие формы повседневной одежды были основаны на принципах и пропорциях спортивного костюма. Важным маркером времени можно считать костюм для аэробики и стиль, сформированный этим увлечением.
В мире высокой моды:
- Кристиан Лакруа инициатор новых тенденций в моде, смешивал в одежде различные направления, яркие цвета и фактуры.
- Джорджио Армани предложил в 1981 году две новые линии одежды — молодёжную Emporio Armani и джинсовую Armani Jeans.
- Ив Сен-Лоран предлагал классические модели одежды; один из элементов его коллекций — женский смокинг, вызвавший.
- Аззедин Алайя использовал в подиумных коллекциях лайкру, до того применявшуюся в спортивной и домашней одежде.

## Прически и макияж
Прически в 1980-х годах обычно были большими, пышными и сильно завитыми, их фиксировали с помощью лаков и гелей (и мужчины, и женщины). Популярные телесериалы и шоу, такие как «Династия», формировали в обществе устойчивый модный образ. Женщины в этот период, как правило, носили яркий, «тяжелый» макияж, густо подводили глаза, наносили яркие румяна и тени. Помады часто были «неестественных» оттенков: фиолетового, чёрного, зелёного, флуоресцентных оттенков и т. д.

## Мода и аналитическая система
Период 1980-х годов является одним из первых периодов, когда мода рассматривается как аналитическая дисциплина. Этот процесс связан как с появлением академических исследований в области моды, так и с осознанием интеллектуального начала моды. Исследователи обращают внимание на тот факт, что после критики моды в 1960-е — 1970-е годы, она позиционировалась как интеллектуальная дисциплина или как механизм демонстрации социальных достижений и социального статуса. В прикладной сфере интеллектуальный вектор моды был связан с появлением идеи альтернативной моды и альтернативного костюма, который демонстративно противостоял требованиям коммерческого стиля.

## Мода и деконструкция
Одним из центральных направлений этого периода стало движение деконструкции, которое использовало философскую платформу континентальной философии и идеологические концепции сформировавшиеся в области архитектуры. Деконструктивизм считают одним из наиболее влиятельных направлений моды 1980-х — 1990-х годов. Его связывают с появлением кроя, который подчеркивает структурные элементы костюма. Деконструкцию оценивают как попытку формирования новой идеологии моды, связанной с попытками соединения моды и интеллектуального начала. К представителям деконструктивизма в моде относят таких мастеров как Мартин Маржела и Энн Демельмейстер, Дриса ван Нотена, Ёдзи Ямамото, Рей Кавакубо, Карла Лагерфельда.

## Альтернативные течения и мода субкультур

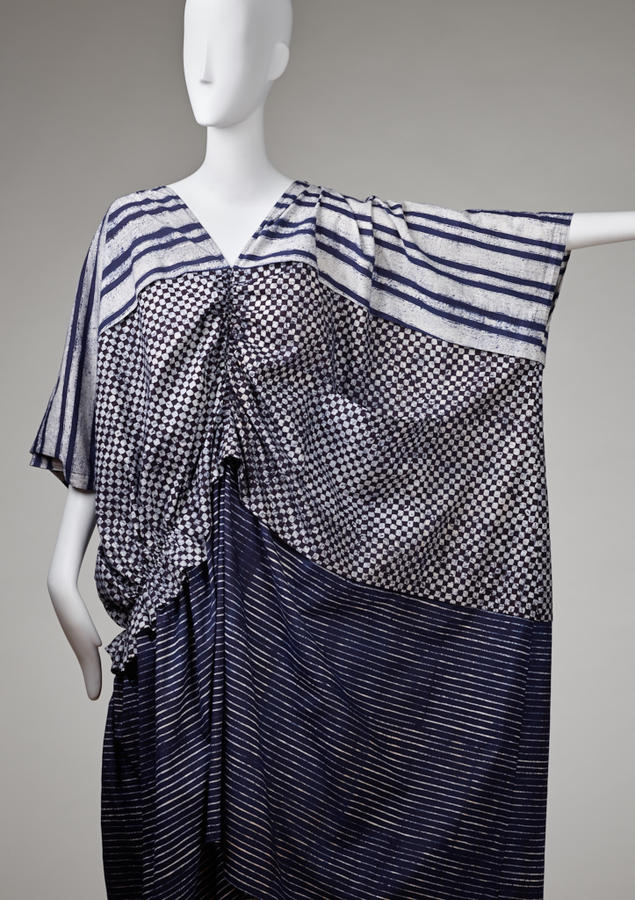
Платье-сарафан от Иссей Мияке, лето 1984

1980-е годы стали одним их первых десятилетий, когда альтернативные тенденции в костюме получили распространение как самостоятельное явление. В 1980-е, помимо основного вектора, связанного с демонстрацией власти и богатства, возникли направления, ориентированные на уличные стили, молодёжные субкультуры и нестандартные концептуальные решения в костюме.
Специфика 1980-х — не только в обращении к нестандартным формам и темам, но и использование альтернативы в качестве основной идеологии моды. Идея моды этого времени во многом строится на противостоянии доминирующему тренду. Идея сопротивления и протеста становится важной частью доктрины моды.

### Японская мода
Одним из примеров массового распространения альтернативной идеи в костюме можно считать появление и развитие японского дизайна. Японские дизайнеры начали свои показы в Париже ещё в 1970-е годы. В 1980-е годы феномен японской моды формируется как законченное явление и ассоциируется с альтернативными течениями в костюме.

### Бельгийский дизайн
Идея альтернативной моды была поддержана и в коллекциях бельгийских дизайнеров. Основой бельгийского дизайна стала так называемая «Антверпенская шестёрка». Она объединила выпускников Королевской академии изящных искусств в Антверпене, которые в 1986 году приняли участие в Лондонской неделе моды. Несмотря на различие стилей, бельгийская мода обладала идеологическим единством, которое, подразумевало интерес к альтернативным концепциям в моде. Деятельность «Антверпенской шестерки», как и бельгийская мода в целом связана с развитием деконструктивизма в костюме.

### Панк, Новая волна и уличные стили
Обращение моды к системе уличных стилей — масштабный процесс, который начался ещё в 1940-е годы. В 1980-е годы мода обращается к радикальным движениям и радикальным формам в костюме. Феномен, связанный с массовым использованием уличных стилей включает такие явления, как панк, новая романтика, неоготика, рэп, хип-хоп и другие. Движение новой волны и неоготики было поддержано музыкальной платформой и было связано с новыми музыкальными течениями.

## Мода в России
В 1980-е годы развитие моды в России совпало с политическими, экономическими и социальными преобразованиями в стране. Мода продолжила своё развитие как среди профессиональный институций (таких как Общесоюзный дом моделей одежды), так и в альтернативной среде. Формируются локальные школы моды — в частности, в Петербурге и Омске. Одним из важнейших явлений моды в России становится Петербургская школа моды.